# فيركيون (باد كاليه)
فيركيون، باد كاليه (بالفرنسية: Verquin)‏ هي بلدية تقع في إقليم باد كاليه من منطقة نور با دو كاليه في شمال فرنسا. تبلغ مساحة هذه المدينة 3.7 (كم²)، وترتفع عن سطح البحر 40 م، يبلغ عدد سكانها 3239 نسمة حسب إحصاء المعهد الوطني للإحصاء والدراسات الاقتصادية سنة 2009 م. وترأس Thierry Tassez البلدية خلال فترة (2008-2014).